# Ковылкино
Ковы́лкино (мокш. Лашма Ош) — город (с 1960 года) в Республике Мордовия Российской Федерации. Административный центр Ковылкинского района и городского поселения Ковылкино.

## Этимология
Первоначально — деревня Лашма, возникшая не позже XVII в. (мордовское лашма — «низина, лощина»). В 1703 году она передана во владение крещёному татарскому князю К. Н. Кашаеву и некоторое время называлась Кашаево. После возведения храма во имя Воскресения Христова становится селом и получает название Воскресенская Лашма. В 1892 году около села прошла железная дорога и была открыта станция, названная по землевладельцу Арапово. Возникший при станции посёлок, поглотивший и Воскресенскую Лашму, в 1919 году был переименован в Ковылкино по фамилии члена коллегии наркомата путей сообщения С. Т. Ковылкина. С 1960 года — город Ковылкино.

## География
Расположен на юго-западе республики, у места впадения речки Лашмы в Мокшу, в 84 км (по прямой) и 100 км (по автодороге) от столицы республики города Саранска.
Средняя температура января −11,3°С, июля +19,5°С

## История
Старейшее поселение на месте нынешнего города — Воскресенская Лашма. Название «лашма» — мордовское (мокшанское), в переводе на русский язык означает «лощина», «долина». Основанный мордвой-мокшей в 1237 году во время нашествия монголо-татар, населённый пункт становится частью образованной Батыем Золотой орды.
Потом деревня запустела, а «поросшие» и «покидные» лашминские земли были отданы в 1703 году татарскому князю И. М. Кашаеву, перешедшему на службу к русскому государю. Село состояло из 25 домов. В том же 1703 году в Синодальном казённом приказе производилось дело о построении в селе новой церкви. С появлением храма село именуется Воскресенская Лашма.
В начале ХІХ столетия Воскресенская Лашма перешла во владение русских помещиков Араповых. Они были известными людьми в России. Последний наследник Воскресенской Лашмы — генерал-лейтенант Иван Андреевич Арапов. Он был женат на дочери Н. Н. Гончаровой-Пушкиной-Ланской Александре Петровне Ланской, построил в селе мельницы, спиртозавод и часть железной дороги Рязань — Казань. В 1892 году по краю Воскресенской Лашмы были уложены рельсы. Появился железнодорожный вокзал. Следом — оборотное депо, первые жилые дома для служащих станции. Посёлок стал быстро расти. Строительство станции сделало Воскресенскую Лашму важным транспортным центром.
В селе у Араповых бывали дети А. С. Пушкина Мария и Александр, его внучки устраивали здесь литературные вечера; писатель В. А. Гиляровский. Здесь родился выдающийся писатель Д. А. Петайкин.
В 1919 году станция Арапово была переименована в Ковылкино, в честь комиссара железных дорог Степана Терентьевича Ковылкина.
С 16 июля 1928 года пристанционный посёлок Ковылкино становится центром Ковылкинского района.
26 мая 1940 Ковылкино было преобразовано в рабочий посёлок.
С 3 ноября 1960 года Указом Президиума Верховного Совета РСФСР рабочий посёлок преобразован в город районного подчинения.
С 1 февраля 1963 года Ковылкино — город республиканского подчинения.
Особенно интенсивно развивался город в 70-80 годы XX века. Были построены гостиница «Мокша», поликлиника, школы искусств, где занимаются сотни юных музыкантов и художников, дом культуры на 650 мест, центральная районная библиотека, краеведческий музей.
В 1999 году Комиссией по геральдике при городской администрации был утверждён герб города Ковылкино.

## Население
| 1939    | 1959    | 1967    | 1970    | 1979    | 1989    | 1992    | 1996    | 1998    | 2000    |
| ------- | ------- | ------- | ------- | ------- | ------- | ------- | ------- | ------- | ------- |
| 5100    | ↗10 484 | ↗15 000 | ↗17 300 | ↗19 996 | ↗21 615 | ↗22 300 | ↗23 200 | →23 200 | →23 200 |
| 2001    | 2002    | 2003    | 2005    | 2006    | 2007    | 2008    | 2010    | 2011    | 2012    |
| ↘23 100 | ↘21 873 | ↗21 900 | ↘21 400 | ↘21 200 | ↘21 100 | ↘20 900 | ↗21 307 | ↘21 300 | ↘21 137 |
| 2013    | 2014    | 2015    | 2016    | 2017    | 2018    | 2019    | 2020    | 2021    |         |
| ↘20 958 | ↘20 820 | ↘20 560 | ↘20 387 | ↘20 072 | ↘19 488 | ↘18 978 | ↘18 857 | ↗19 793 |         |

На 1 января 2025 года по численности населения город находился на 674-м месте из 1124 городов Российской Федерации.

## Инфраструктура
В Ковылкино более 150 предприятий и организаций, 2 храма и поместье Инсарского монастыря, летний детский лагерь «Рыжик», детский санаторий «Сосновый Бор», в 12 км от города расположен санаторно-оздоровительный комплекс «Мокша».
Расположены маслозавод, электромеханический завод, Ковылкинский комбикормовый завод, Ковылкинский филиал Мордовского государственного университета, Ковылкинский строительный колледж, 5 общеобразовательных, музыкальная, художественная, спортивные школы, Ковылкинская центральная районная больница, Дом культуры, краеведческий музей.

## Экономика

### Финансовые услуги
В городе действуют филиалы российских и региональных коммерческих банков: «Росгосстрах Банк», «Россельхозбанк», «Сбербанк России»

### Промышленность
- завод «Универсал» — банкрот
- завод «Вегос» — банкрот
- ОАО «Кирпич силикатный» (ранее Ковылкинский завод силикатного кирпича) — банкрот
- ООО «Фанера-Маркет»
- Ковылкинский маслосырзавод[20]
- Мордовский комбинат хлебопродуктов
- ООО «Бекон»
- Ковылкинский электромеханический завод (КЭМЗ).

### Энергетика
- МРСК «Волги» ОАО «Мордовэнерго», Ковылкинское ПО.

Торговые центры:
- ТЦ «Купрей»
- ТЦ «Спецмаркет»
- ТЦ «Радуга»
- ТЦ «Район»
- ТЦ «Арсенал»

## Объекты оборонного значения
- Возле Ковылкино располагается воинская часть, в которой на опытно-боевом дежурстве находится РЛС «Контейнер»[21].

## Социальная сфера

### Образование
В Ковылкино много детских садов и школ. После окончания школы выпускники могут поступить в Ковылкинский аграрно-строительный колледж (ранее было два отдельных друг от друга колледжа: ПУ-15 (Аграрный колледж) и Ковылкинский строительный Колледж), Ковылкинский филиал Мордовского государственного университета им. Н. П. Огарёва и получить диплом о высшем образовании, не выезжая из г. Ковылкино. Филиал также готовит специалистов среднего звена по самым востребованным в настоящее время специальностям: радиоаппаратостроению, технологии машиностроения, программное обеспечение ВТ и АС.

### Культура и спорт
В Ковылкино имеются стадион, спортивные площадки, хоккейные корты, детская спортивная школа, физкультурно-оздоровительный комплекс.
На сцене Дома культуры выступают коллективы самодеятельности города и района, а также гости и творческие коллективы из Саранска, Москвы и других городов нашей огромной страны. Также в центре городе есть парк отдыха, городская библиотека, краеведческий музей.

## Памятники
- Памятник В. И. Ленину.
- Бюст Степана Терентьевича Ковылкина.
- Памятник Героям Афганцам, погибшим в период Афганской войны.
- Памятник участникам Великой Отечественной войны с памятной доской с именами погибших во время войны ковылкинцев.
- Благодаря стараниям уроженца города Ковылкина город получил несколько образцов военной техники, которая стоит у памятника воинам Великой Отечественной войны и памятника Героям Афганцам.
- Бюст Щорсу

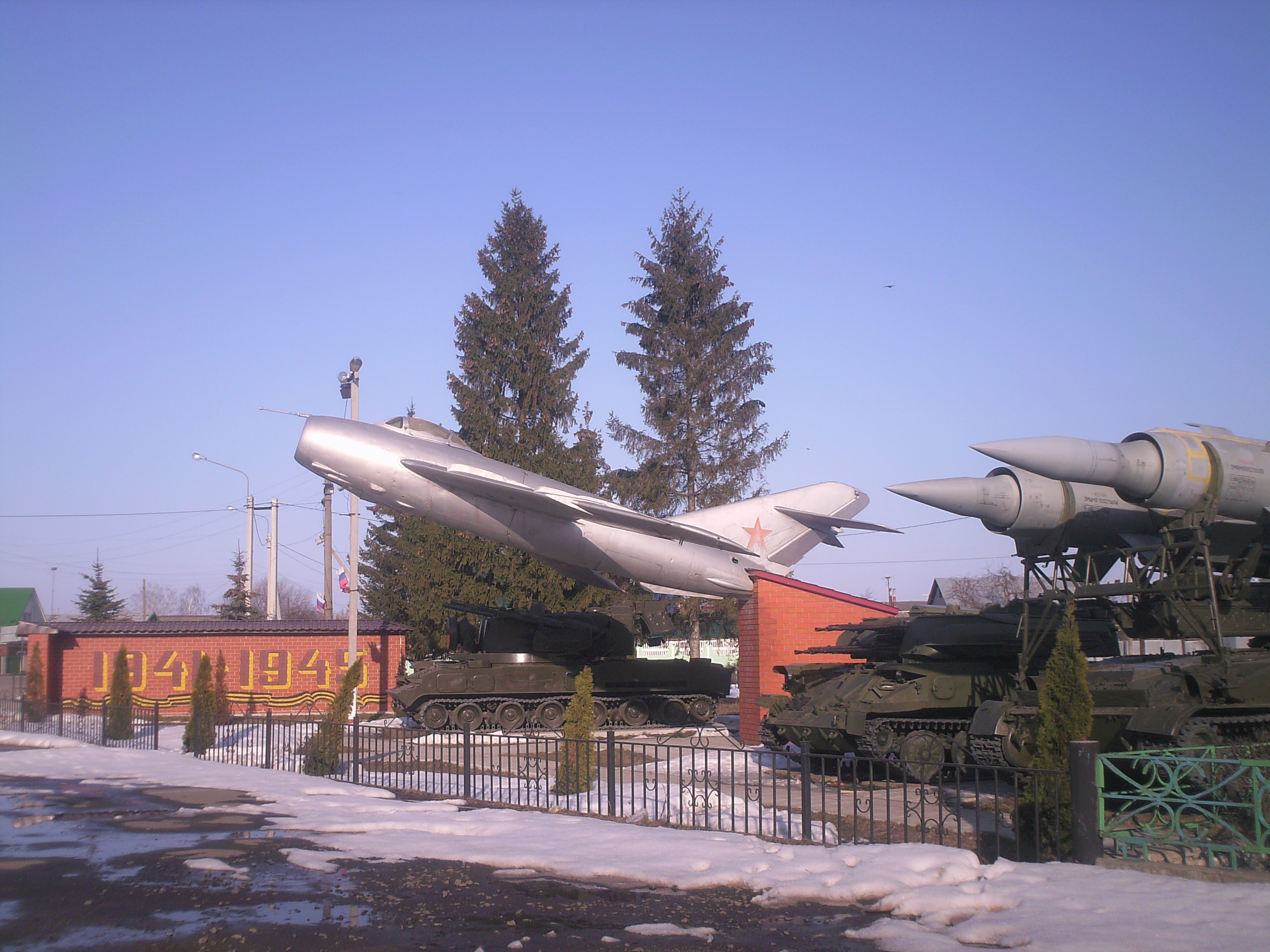
Образцы военной техники у памятника воинам Великой Отечественной войны
Бюст Щорсу

## Известные жители
Ковылкино — родина Героя Советского Союза Н. А. Пшеничникова.